# Quam Religiosa
 Quam Religiosa  è un'enciclica di papa Leone XIII, datata 16 agosto 1898, scritta all'Episcopato del Perù sulla legge del matrimonio civile introdotta in quel Paese.
« È con dolore quindi che abbiamo appreso che in questa nazione è stata di recente promulgata una legge che, con il pretesto di regolare i matrimoni fra non cattolici, di fatto introduce il matrimonio cosiddetto “civile”, anche se questa legge non riguarda tutte le categorie di cittadini ».
« Da nessun'altra autorità che non sia la divina autorità della chiesa può essere governato e regolato, e nessuna unione coniugale può essere ritenuta valida e fondata, se non è stata contratta secondo la sua legge e la sua disciplina ».